# جمهوری سوسیالیستی خودمختار کارلیای شوروی
جمهوری سوسیالیستی خودمختار کارِلیای اتحاد جماهیر شوروی (روسی: Каре́льская Автоно́мная Сове́тская Социалисти́ческая Респу́блика، Karelskaya Avtonomnaya Sovetskaya Sotsialisticheskaya Respublika؛ فنلاندی: Karjalan autonominen sosialistinen neuvostotasavalta) یا به‌طور خلاصه، کارِلییِن ای‌اس‌اس‌آر (Karelian ASSR)، که گاه از آن با نام کارلیای جماهیر شوروی یا کارلیا یاد می‌شد، یک جمهوری خودمختار در جمهوری فدراتیو سوسیالیستی روسیه شوروی، در اتحاد جماهیر شوروی بود که پایتخت آن در پتروزاودسک قرار داشت.